# العين (تثليث)
العين، قرية تابعة لمحافظة تثليث في منطقة عسير في المملكة العربية السعودية.

## الموقع والحدود
يقع مركز العين في الجهة الشرقية من محافظة تثليث. ويحده من الشمال مركز أبرق النعام، ويحده من الجنوب مركز الأمواه ومنطقة نجران، ويحده من الشرق منطقة نجران، ويحده من الغرب مركز الأمواه ومركز الحمضة.

## المعالم الجغرافية
تتميز أرض العين بالتنوع؛ إذ تغطي كثير من أجزائها الرمال، كما تتخللها الجبال والأودية ومن أهم الأودية: وادي خيور. ونظرًا لطبيعة المركز الجغرافية فلا يوجد فيها أراضي زراعية، ويصعب فيها الانتقال بيسر وسهولة.

## النشاط السكاني
يقوم عمل السكان في مركز العين على الرعي وتربية الحيوانات، وتغلب على طبيعة سكان العين الطبيعة البدوية؛ إذ يتركز أغلبهم حول الشعاب والأودية. وتتركز الخدمات الحكومية في هجرة العين.